# Chobits Character Song Collection
Chobits: Character Song Collection — третий альбом-саундтрек к аниме-телесериалу «Чобиты», который был создан по одноимённой манге компанией Madhouse. Ведущим автором музыки аниме-телесериала является композитор Кэйтаро Таканами (яп. 高浪 敬太郎 Таканами Кэйтаро).
Третий полновесный альбом-саундтрек. Содержит чередующиеся песни в исполнении сэйю персонажей аниме и музыкальные лейт-мотивы («собственные» темы) персонажей. Последним, 14-м по счёту, треком служит закрывающая тема 26-го эпизода аниме-телесериала. Первоначально выпущен на территории Японии лейблом Victor Entertainment 7 августа 2002.
Альбом заслужил оценку обозревателя сайта Mania.com в 3 балла из 5. Весёлые музыка и песни с альбома соответствуют духу героев сериала, но просто не отвечают личным пристрастиям критика.
| №   | Название                                                                                        | Музыка                     | Длительность |
| --- | ----------------------------------------------------------------------------------------------- | -------------------------- | ------------ |
| 1.  | «I hear you everywhere» (Вокал — Риэ Танака, слова — Каоли Кано, аранжировка — FTCC)            | Каоли Кано                 | 5:04         |
| 2.  | «In undertones» (Chii’s Theme)                                                                  | Кэйтаро Таканами           | 2:27         |
| 3.  | «Sing a song» (Вокал — Томокадзу Сугита, аранжировка — Round Table)                             | Риэко Ито                  | 5:41         |
| 4.  | «A wild fancy» (Motosuwa’s Theme)                                                               | Кэйтаро Таканами           | 1:09         |
| 5.  | «Beyond» (Вокал — Хоко Кувасима, Фумико Орикаса, аранжировка — Рёсукэ Наканиси)                 | Кадзуо Ёда, Кэндзо Саэки   | 5:58         |
| 6.  | «Mix zone» (Minoru’s Theme)                                                                     | Кэйтаро Таканами           | 1:14         |
| 7.  | «The door of remembrance» (Вокал — Кикуко Иноуэ)                                                | Кэйтаро Таканами           | 4:47         |
| 8.  | «Make my day» (Hibiya’s Theme)                                                                  | Кэйтаро Таканами           | 2:34         |
| 9.  | «Groove ☆ Master» (Вокал — Томокадзу Сэки, Мотоко Кумай, аранжировка — Наруёси Кикути)          | Наоки Ниси, Наруёси Кикути | 3:49         |
| 10. | «A storm in a teacup» (Sumomo’s Theme)                                                          | Кэйтаро Таканами           | 1:59         |
| 11. | «Because I’m human» (Вокал — Мэгуми Тоёгути, аранжировка — Кэйити Томита)                       | F. Giraud, Рию Конака      | 5:00         |
| 12. | «I beg your pudding?» (Yumi’s Theme)                                                            | Кэйтаро Таканами           | 2:57         |
| 13. | «You never know»                                                                                | Кэйтаро Таканами           | 3:07         |
| 14. | «Love of babble» (Duet Version, вокал — Риэ Танака, Томокадзу Сугита, слова — Кэйтаро Таканами) | Кэйтаро Таканами           | 2:33         |